# 베인브리지 반사
베인브리지 반사(Bainbridge reflex) 또는 베인브리지 효과(Bainbridge effect) 또는 심방 반사(atrial reflex)는 우심방의 정맥혈 충전 증가로 인해 우심방 벽이 늘어나는 것에 반응하여 심박수를 증가시키는 심혈관 반사이다. 이는 우심방 벽에 내장된 신장 수용체에 의해 감지되고 뇌의 숨뇌에 있는 혈관운동 중추(vasomotor center)에 의해 조절된다.
베인브리지 반사는 우심방으로의 정맥 복귀를 의미하는 유효 순환 혈액량에 심박수를 맞추는 데 관여한다. 기계적으로, 베인브리지 반사에 의해 유발된 증가된 심박수는 심장을 통해 심혈관계의 동맥쪽으로 정맥혈의 이동 속도를 증가시켜 정맥쪽의 혈압을 감소시켜 항상성 평형에 도달하도록 작용한다.
베인브리지 반사는 흡기 동안 흉강 내압이 감소하여 정맥 환류가 증가하므로 호흡동 부정맥(respiratory sinus arrhythmia)을 중재한다.

## 같이 보기
- 미주신경 긴장도
- 저압 수용기
- 심방 나트륨이뇨 펩타이드: 심방이 늘어나면 혈압이 올라간 것으로 보고 나트륨을 배출하여 혈압을 낮춤
- 레닌-앤지오텐신 계통: 토리곁 장치를 지나는 혈류량이 감소하면 혈압이 낮은 것으로 간주하고 부신피질에서 알도스테론을 분비하여 집합관에서 나트륨 재흡수를 높여 혈압 높임
- 압력반사: 대동맥활과 경동맥동의 신장 수용체가 늘어나면 혈압이 올라간 것으로 간주하고 심박수를 감소시켜 혈압을 낮춤
- 항이뇨 호르몬: 체액의 삼투 농도가 높아졌을 때 시상하부가 이를 감지하고 뇌하수체 후엽이 항이뇨 호르몬을 분비하여 집합관에서 수분 재흡수를 늘림